# مستعمرات المضيق
مستعمرات المضيق (بالإنجليزية: Straits Settlements)‏ هي مجموعة مستعمرات أسستها شركة الهند الشرقية البريطانية في سنة 1826 في شبه جزيرة ملايو وتحولت تحت سلطة التاج في البريطاني في سنة 1867 إلا أن تم حلها في سنة 1946 بعد استقلال ماليزيا بعد نهاية الحرب العالمية الثانية، تواجدت هذه المستعمرات في كل من ملقا ودندنغ وبينانق وسنغافورة.

## أعلام
- وي كيم وي
- أونج تنغ تشيونغ